# Colm Murphy
Colm Murphy is een Ierse bodhránspeler. Hij is afkomstig uit West-Cork. Murphy speelt op zijn cd uit 1996, An Bodrán (The Irish Drum) als begeleider van een aantal bekende muzikanten. Daarbij zijn De Dannan, Jackie Daly, Seamus Creagh, Máirtin O'Connor, Frankie Gavin en Sean Ryan.
In 1988 werd Murphy de opvolger bij De Dannan van Johnny McDonagh. Op een aantal albums is hij te horen. Bij de discografie een selectie van zijn betrokkenheid bij De Dannan.

## Geselecteerde discografie
- An Bodhrán: The Irish Drum 1996
- Jackie Daly & Seamus Creagh 1977
- A Jacket of Batteries (De Dannan) 1988
- ½ Set in Harlem (De Dannan) 1991
- Hibernian Rhapsody (De Dannan) 1995
- How the West was Won (De Dannan) 1999
- Welcome to The Hotel Connemara (De Dannan) 2000
- Sliabh Notes - Along Blackwater's Banks
- Beginish 1997
- Beginish - Stormy Weather 2001
- Keelwest met Paul McGrattan
- The Best of Altan
- Another Time met Gavin Whelan
- Horse with a Heart (Altan)
- Siul Uait met Sean Ryan
- Perpetual Motion met Máirtin O’Connor
- Uncovered met Gary Walsh
- Give in Shtick ! met Matt Cranitch
- I was....Flying It - Damp in the Attick
- Colm Murphy met P.J. King